# Phnum Aoral
Le Phnum Aoral est le point culminant du Cambodge. Il culmine à 1 813 m d'altitude.
Il se situe au nord-est de la chaîne des Cardamomes.